# Goodison Park
El Goodison Park es un estadio de fútbol ubicado en la ciudad portuaria de Liverpool, Inglaterra en el Reino Unido. Su apertura fue el 24 de agosto de 1892. Tiene capacidad para 39.000 espectadores.
En 2025, se confirmó que Everton se moverá a su nuevo estadio Everton Stadium para la temporada 2025-26 y Goodison Park será utilizado exclusivamente para los partidos como local del Everton Femenino en la FA Women's Super League

## Historia
En este estadio se jugó la final de la Copa de Inglaterra de 1894 así como la repetición de la final de dicha copa en 1910. Pero según la votación de los aficionados del Everton F.C., el mejor partido jugado en este estadio fue la semifinal de la Recopa de Europa entre el Everton F.C. y el FC Bayern Múnich jugada en 1985.
Goodison Park fue el primer gran estadio de fútbol construido en Inglaterra, se inauguró en 1892. En Goodison Park se han disputado más partidos de fútbol de la máxima categoría que en ningún otro estadio del Reino Unido y fue el único estadio de un club inglés que albergó una semifinal de la Copa Mundial de Fútbol de 1966. También fue el primer campo inglés en tener calefacción bajo el suelo y el primero en tener dos gradas en todos los lados. Los terrenos de la iglesia de San Lucas Evangelista se encuentran junto a la esquina de la tribuna principal y el extremo de la calle Howard Kendall Gwladys.
La primera derrota de Inglaterra en casa contra un equipo británico fue el 21 de septiembre de 1949, cuando perdieron 2-0 ante Irlanda, en este estadio. Para el año 2025 Goodison Park será utilizado exclusivamente para los partidos como local del Everton Femenino en la FA Women's Super League.

### Partidos del Mundial de 1966
En este estadio se jugaron 5 partidos.
- Primera ronda:
  - Brasil v/s Bulgaria
  - Hungría v/s Brasil
  - Portugal v/s Brasil
- Cuartos de final: Portugal v/s Corea del Norte
- Semifinal: Unión Soviética v/s Alemania Federal

| Fecha               | Fase             | Equipo          |                               | Resultado |                            | Equipo           | Espectadores |
| ------------------- | ---------------- | --------------- | ----------------------------- | --------- | -------------------------- | ---------------- | ------------ |
| 12 de junio de 1966 | Primera fase     | Brasil          | Bandera de Brasil             | 2-0       | Bandera de Bulgaria        | Bulgaria         | 48 000       |
| 15 de junio de 1966 | Primera fase     | Hungría         | Bandera de Hungría            | 3-1       | Bandera de Brasil          | Brasil           | 57 000       |
| 19 de junio de 1966 | Cuartos de final | Portugal        | Bandera de Portugal           | 5-3       | Bandera de Corea del Norte | Corea del Norte  | 51 000       |
| 25 de junio de 1966 | Semifinales      | Unión Soviética | Bandera de la Unión Soviética | 1-2       | Bandera de Alemania        | Alemania Federal | 43 000       |

### FA Cup
Dos años después de su construcción, Goodison Park fue elegido por la FA para disputar la final de la FA Cup de 1894 entre el Notts County y el Bolton Wanderers con victoria por 4-1 para los de Nottingham.